# Мая Вапцарова
Мая Борисова Вапцарова  е българска режисьорка и поетеса.

## Биография
Родена е на 7 юли 1944 г. в Банско. Дъщеря е на Борис Вапцаров и племенница на Никола Вапцаров. Завършва през 1969 г. кинорежисура при Ищван Сабо в Будапеща. 
През 2007 г. е избрана за член на Съвета за електронни медии (СЕМ) на мястото на починалия Райчо Райков. От 2009 до 2010 г. е шеф на регулатора. През 2010 г. е предложена от ДПС за втори мандат като член на СЕМ, но гласовете на депутатите за нейната кандидатура са недостатъчни. Вапцарова получава 51 гласа „за“, 25 гласа „против“ и „въздържали се“ 87.
Умира на 18 февруари 2025 г., на 80-годишна възраст.

## Филмография
- Мярка за неотклонение (1983)
- Лъжовни истории (1977)